# Manuel B. Gonnet
Gonnet is een plaats in het Argentijnse bestuurlijke gebied  La Plata in de provincie Buenos Aires. De plaats telt 22.963 inwoners.

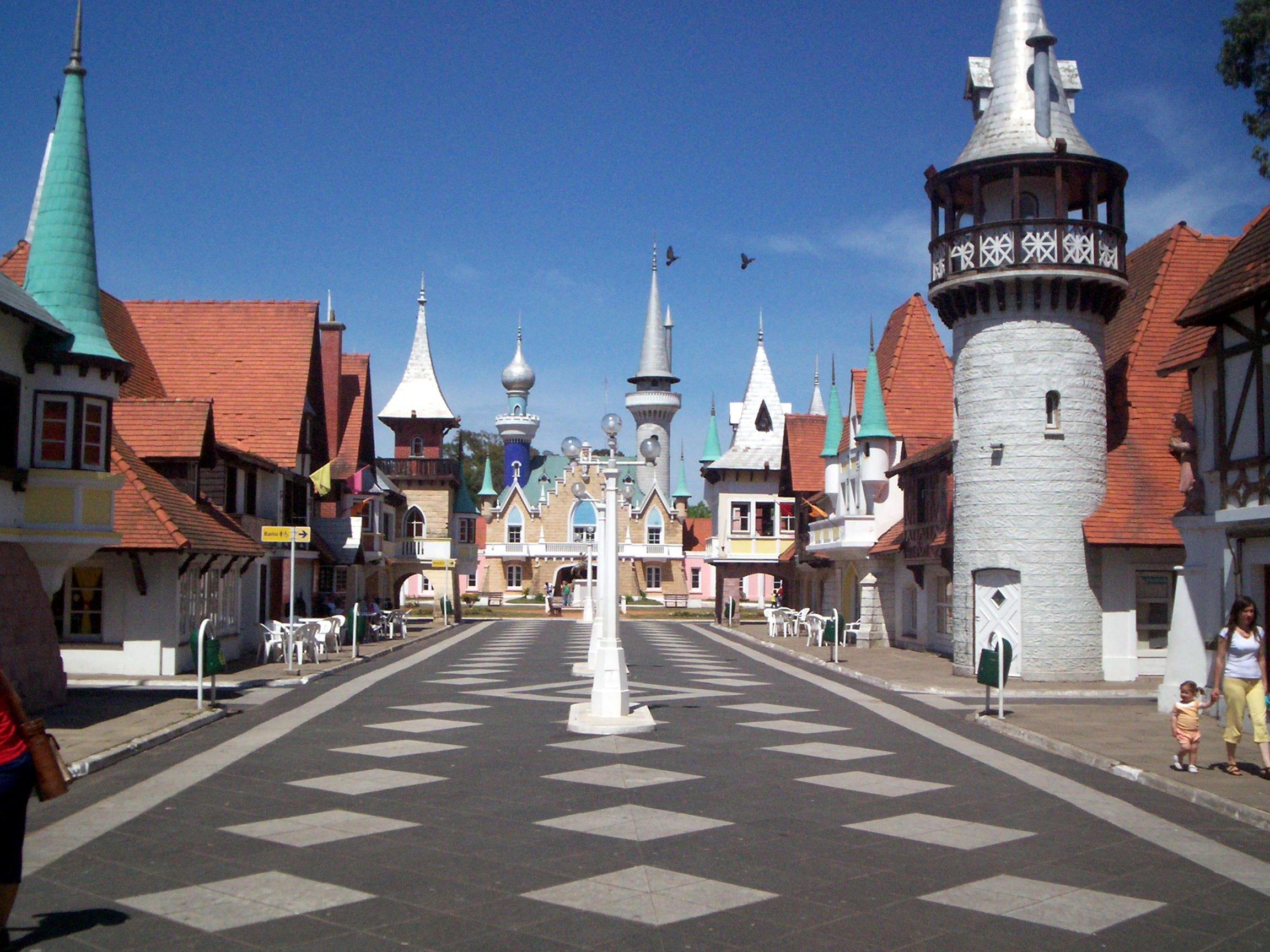
Republica de los ninios